# Jan Gorenc
Jan Gorenc (Brežice, 26 juli 1999) is een Sloveens voetballer die sinds 2022 uitkomt voor KAS Eupen.

## Clubcarrière

### NK Krško & Olimpija Ljubljana
Gorenc startte zijn seniorencarrière bij NK Krško. In augustus 2018 stapte hij over naar regerend landskampioen Olimpija Ljubljana. Daar speelde hij in zijn debuutseizoen slechts twee officiële wedstrijden: in de Sloveense voetbalbeker, die Ljubljana dat seizoen won, kwam hij in de kwartfinale tegen FC Koper in actie in de heen- en terugwedstrijd. Zijn competitiedebuut voor Ljubljana maakte hij pas in het seizoen 2019/20: op de zeventiende competitiespeeldag liet trainer Safet Hadžić hem in de 2-0-zege tegen NK Tabor Sežana in de 90e minuut invallen voor Stefan Savić. Een speeldag later mocht hij in de 1-3-zege tegen NK Celje in de blessuretijd invallen voor Vitja Valenčič.

### NŠ Mura
In januari 2020 maakte Gorenc de overstap naar NŠ Mura, waar hij meer speeltijd kreeg. Op 24 juni 2020 won hij met de club de Sloveense voetbalbeker, nadat Mura in de finale  met 0-2 won van NK Nafta 1903. In het seizoen daarop veroverde hij met de club de allereerste landstitel uit de clubgeschiedenis. Eerder dat seizoen had Gorenc met de club de derde voorronde van de Europa League bereikt. Nadat de club Nõmme Kalju FC en Aarhus GF uitgeschakelde (mede met dank aan een doelpunt van Gorenc tegen Aarhus), werden ze in de voorlaatste voorronde gewipt door PSV.
In het seizoen 2021/22 speelde Gorenc twaalf Europese wedstrijden met Mura: in de Champions League-voorronde schakelde de club FK Shkëndija 79 Tetovo uit maar liep het fout tegen PFK Loedogorets, in de Europa League-voorronde schakelde de club FK Žalgiris uit maar was SK Sturm Graz te sterk, en in de Conference League speelde hij vier groepswedstrijden, waaronder de 2-1-zege tegen Tottenham Hotspur op de vijfde speeldag. In eigen land eindigde Mura dat seizoen vierde.

### KAS Eupen
In mei 2022 ondertekende hij een tweejarig contract bij de Belgische eersteklasser KAS Eupen.

## Interlandcarrière
Gorenc debuteerde in 2017 als Sloveens jeugdinternational.

## Erelijst
| Competitie                          |                    |                    |                    |                    |
| Competitie                          | Aantal             | Jaren              |                    |                    |
| Olimpija Ljubljana                  | Olimpija Ljubljana | Olimpija Ljubljana | Olimpija Ljubljana | Olimpija Ljubljana |
| ----------------------------------- | ------------------ | ------------------ | ------------------ | ------------------ |
| Sloveense voetbalbeker              | 1x                 | 2018/19            |                    |                    |
| NK Brežice 1919                     |                    |                    |                    |                    |
| Sloveense voetbalbeker              | 1x                 | 2019/20            |                    |                    |
| Kampioen PrvaLiga Telekom Slovenije | 1x                 | 2020/21            |                    |                    |

## Familie
- Zijn jongere broer Rok startte zijn seniorencarrière in 2021 bij de Sloveense tweedeklasser NK Brezice 1919.